# Skalariak

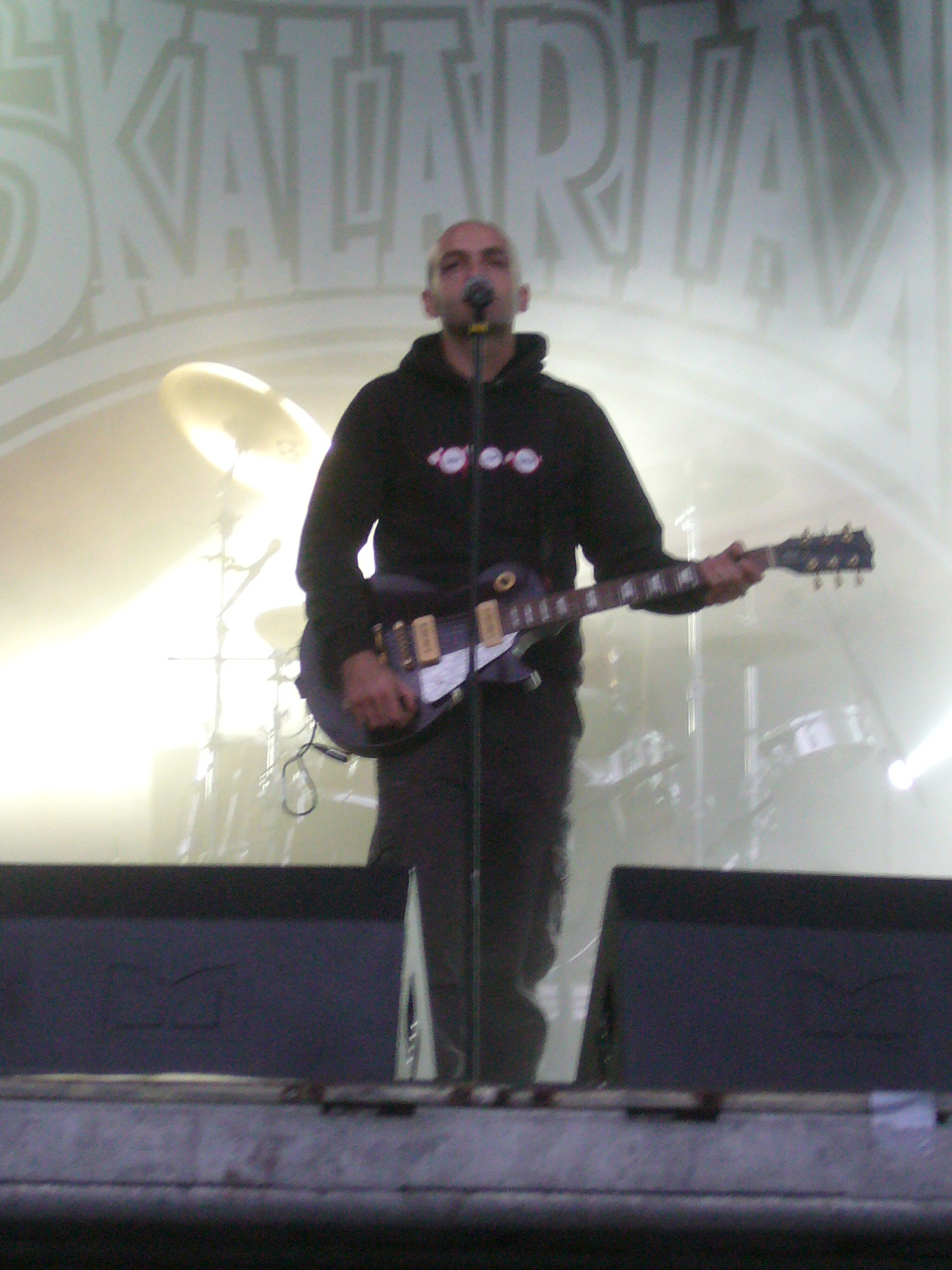
Juantxo Skalari, zpěvák a kytarista

Skalariak je španělská hudební skupina založená roku 1994 v Navaře. Žánrově hraje převážně ska se španělskými a baskickými texty (výjimečně také ve francouzštině nebo v italštině).

## Charakteristika
Tradiční ska mísí Skalariak s afrokubánskou hudbou, s vlivy rocku, reggae a místního folklóru.
Mimo tradiční témata (jako je láska, alkohol atd.) se skupina profiluje silně politicky angažovaně. Stojí v opozici proti globalizaci a rasismu, staví se za baskickou identitu a španělskou republiku.
Úspěch zaznamenává, mimo Španělsko, především v Jižní Americe.

## Diskografie
- Skalariak (Gor, 1997)
- Klub Ska (Gor, 1999)
- En la kalle (Gor, 2001)
- Radio Ghetto (Boa Music , 2003)
- Luz rebelde (Boa Music, 2005)